# Ходжеванишвили, Георгий
Георгий Ходжеванишвили (груз. გიორგი ხოჯევანიშვილი; род. 23 апреля 1985 года, Гори, Грузинская ССР) — грузинский государственный деятель, государственный уполномоченный (губернатор) в регионе Шида-Картли с 20 августа 2018 года.

## Биография
Родился 23 апреля 1985 года в Гори.
Окончил юридический факультет Тбилисского государственного университета в 2006 году.
C января 2006 года по ноябрь 2007 года работал советником по правовым вопросам в департаменте международных отношений Министерства юстиции Грузии, с сентября по декабрь 2007 года был консультантом в Венецианской комиссии.
С 2009 по 2010 год был представителем Венецианской комиссии в Государственной конституционной комиссии Грузии, с 2010 по 2013 год работал в министерстве по исполнению наказаний и юридической помощи Грузии.
С 2013 года по 2018 год возглавлял правовой отдел грузинской компании мобильной связи «MagtiCom».
20 августа 2018 года назначен государственным уполномоченным (губернатором) в регионе Шида-Картли.
Женат, супруга — Натия, две дочери — Анастасия (2011 г.р.) и Барбара (2014 г.р.).